# (12130) Mousa
(12130) Mousa (1999 RD146) – planetoida z pasa głównego asteroid okrążająca Słońce w ciągu 4,29 lat w średniej odległości 2,64 j.a. Odkryta 9 września 1999 roku.